# Podskórek
Podskórek, hipoderma, subkutikula (łac. hypoderma) – rodzaj naskórka występujący u niektórych zwierząt. Podskórkiem nazywa się naskórek, gdy tworząca go tkanka nabłonkowa wydziela dużej grubości oskórek.

## Nicienie
U nicieni hipoderma ma albo postać komórkową (formy młode i formy dorosłe niższych grup), albo syncycjalną. Tworzy u postaci dojrzałych wpuklenia do pseudocelu, tzw. zgrubienia hipodermalne. Zrośnięte są z nią mięśnie, tworzące wraz z nią wór powłokowy.

## Stawonogi
U stawonogów hipodermę budują w większości przypadków albo komórki kostkowe albo cylindryczne. Pomiędzy jej komórkami nabłonkowymi występują gruczoły jedno- i wileokomórkowe, w tym gruczoły linkowe. Wszystkie komórki podskórka biorą udział w linieniu. W hipodermie obecne są także komórki zmysłowe połączone wypustkami z sensillami oskórka. Hipoderma oparta jest na błonie podstawowej, która oddziela ją od hemocelu.